# Romaszki (Litwa)
Romaszki (lit. Ramoškos) − wieś na Litwie, w okręgu wileńskim, w rejonie solecznickim, w gminie Dziewieniszki, 5 km na północny wschód od Dziewieniszek, zamieszkana przez 13 osób.

## Historia
W czasach zaborów wieś włościańska w okręgu wiejskim Szudojnie, w gminie Dziewieniszki, w powiecie oszmiańskim, w guberni wileńskiej Imperium Rosyjskiego. W 1866  należała do dóbr skarbowych Bieniakońska Plebania. Pod koniec XIX wieku wieś i zaścianek liczyły 48 mieszkańców.
W latach 1921–1945 folwark leżał w Polsce, w województwie wileńskim, w powiecie oszmiańskim, w gminie Dziewieniszki.
W 1931 w 1 domu zamieszkiwało 8 osób.
Wierni należeli do parafii rzymskokatolickiej w Dziewieniszkach. Miejscowość podlegała pod Sąd Grodzki w Holszanach i Okręgowy w Wilnie; właściwy urząd pocztowy mieścił się w Dziewieniszkach.